# Castellnou de Carcolze
Castellnou de Carcolze es una entidad de población española del municipio de El Pont de Bar, perteneciente a la provincia de Lérida, en la comunidad autónoma de Cataluña. En 2022, la entidad singular de población tenía empadronados veinte habitantes y el núcleo de población, dieciocho.